# Parque Obrero (Itagüí)
El Parque Obrero es un parque emblemático en el centro de la ciudad de Itagüí – Colombia  delimitado al norte por la avenida 49, al este con la calle 47 donde se encuentra la Cámara de Comercio del Aburrá Sur, al sur la avenida 51 y al oeste con la calle de la Biblioteca Diego Echavarría Misas.

## Nacimiento
El parque surge en medio de movimientos obreros en la ciudad. La cual atravesaba por tiempos de renovación laboral y económica.  La construcción del mismo duro aproximadamente dos años entre los periodos  1940 -  1941. 

## Características
El parque tiene una escultura en el centro del escultor colombiano Octavio Montoya; la obra es un obrero con un martillo alzado, haciendo alusión a una jornada de trabajo. La obra se llama: Monumento el Obrero.  El parque obrero se ha convertido desde su fundación en un centro cultural, donde la población asume una actitud abierta para la lectura, el teatro y la música. 